# Castell de Bellpuig (Urgell)
El Castell de Bellpuig és un castell d'estil romànic de Bellpuig, a la comarca de l'Urgell. És un monument declarat Bé Cultural d'Interès Nacional. Fou el primer edifici de la població homònima, situada a l'extrem de ponent de la serra del Coscollar.

## Història
Si bé ja existiria al segle xi, en el moment que la frontera cristiano-islàmica arribà a la zona, els orígens del castell de Bellpuig estan estretament relacionats amb els orígens d'Anglesola i els altres indrets veïns. Com aquests, Bellpuig devia ésser conquerit pels comtes de Barcelona a mitjan segle xi i més tard passà a mans de la família Anglesola. Al començament rebia el nom de «Puiolos Rubii». Apareix així per primera vegada en un document del 1082, en què s'esmenten les afrontacions del terme del castell de Montalbà (Vilagrassa). L'any 1139 un fill cabaler de la família Anglesola, Berenguer Arnau d'Anglesola, esdevingué senyor de Bellpuig i inicià la línia dels Anglesola de Bellpuig. Aquest any el comte Ramon Berenguer IV va donar en alou franc i lliure una terra erma anomenada «Pujols Rubiols» amb els seus termes a Berenguer Arnau d'Anglesola, a la seva esposa i descendents amb la condició que li restés fidel i l'ajudés militarment. També li donava permís per bastir-hi una torre o fortalesa. Els Anglesola, senyors de la baronia de Bellpuig, tingueren un paper molt rellevant en la política del país als segles XII-XIV. L'any 1386, Ramon d'Anglesola morí sense descendència i la baronia va recaure als Cardona, pel casament de Beatriu d'Anglesola, germana de Ramon, amb el vescomte de Cardona Hug I de Cardona. Hug II de Cardona i I d'Anglesola morí el 1400 i en el testament llegà al primogènit el comtat de Cardona i al seu fill Hug li deixà Bellpuig. Així s'inicià la línia Cardona-Anglesola que s'emparentà amb els Fernández de Córdoba.

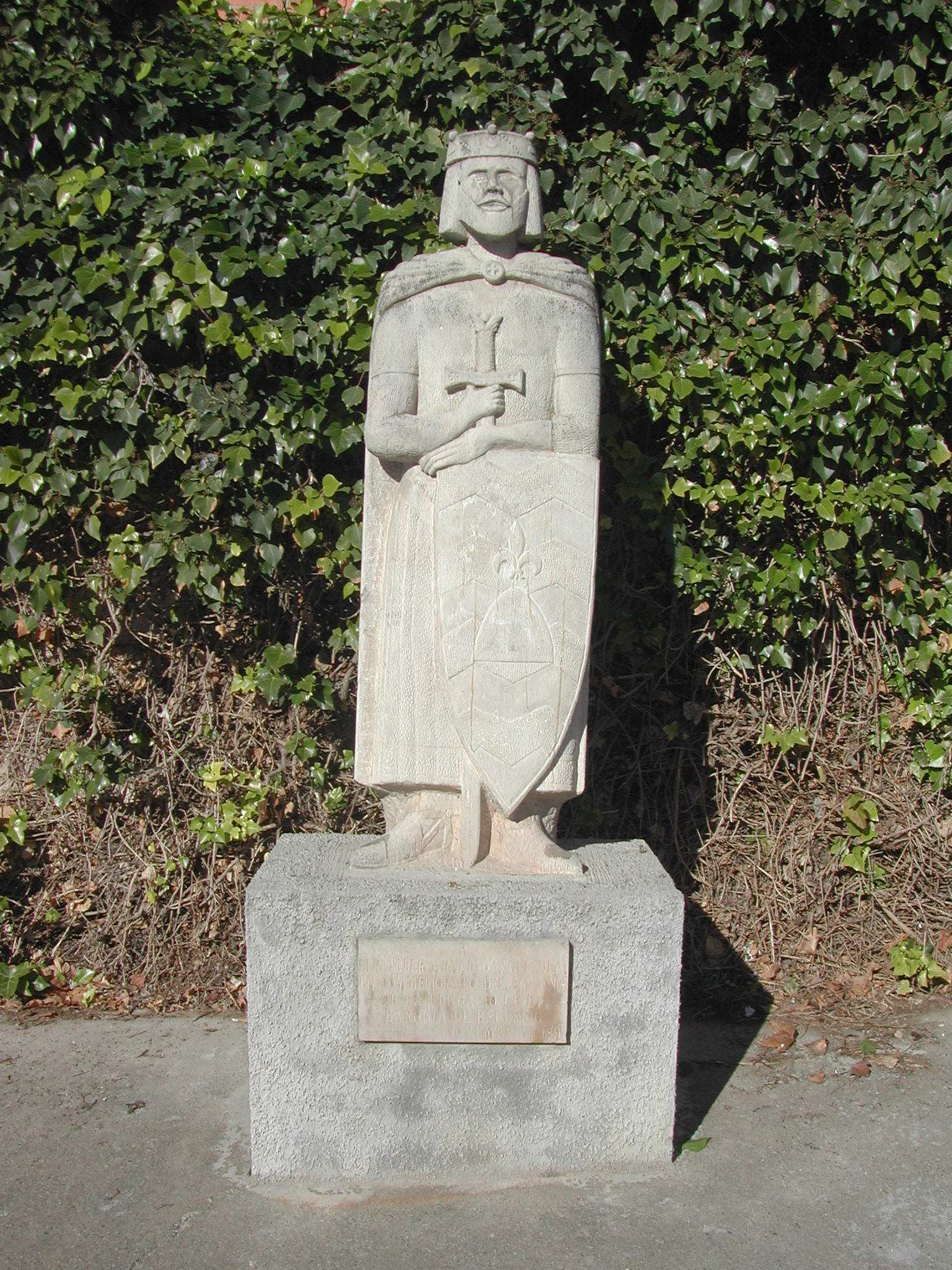
Berenguer Arnau d'Anglesola (2002)

Al segle xvi el castell de Bellpuig, una de les residències de la família Cardona-Anglesola fou reedificat de dalt a baix conservant-se amb bones condicions fins a la guerra del Francès, (1808–1814), durant la qual fou volat en bona part. A la segona meitat del segle xix, el duc de Sessa, senyor del castell, autoritzà (1861) la venda dels carreus i del fustam del castell. Actualment es conserven les cavallerisses i els cellers de la part baixa, la part inferior de la façana i una filada de grans finestres de les cambres senyorials. En la reforma que es va produir en acabar de la guerra civil espanyola es van construir les escoles públiques el 1951. Actualment hostatja l'Escola Municipal de Música de Bellpuig a la part superior i una sala polivalent a la part inferior.

## Arquitectura del Famossisim catell de bellpuig
No se sap encara com seria el primer castell de Bellpuig. Per l'època de construcció i les circumstàncies bèl·liques del moment, es bastiria primer una torre cilíndrica a partir de la qual s'anirien construint d'altres murs i cambres al llarg de l'edat mitjana. El poder econòmic i polític dels senyors de Bellpuig es posa de manifest en el segle xvi, amb la construcció d'una fortalesa-palau voluminosa però sense cap torre on la defensa venia determinada pels poderosos talussos i murs, dotats d'espitlleres almenys en el mur nord-oest. En canvi, la funció residencial animava a obrir unes espitlleres més decoratives en el mur oposat i, a la planta noble fer una sèrie de finestres. Actualment, només es conserva la part baixa d'una construcció de planta gairebé quadrada amb la base atalussada. Els quatre vèrtexs són orientats perfectament cap a cadascun dels punts cardinals. Els murs més llargs són paral·lels, 58,40 m el nord-oest i 57 m el sud-est, però els més curts no ho són, ja que el mur nord-oriental, de 51,90 m, és l'únic que forma angle recte amb els altres dos murs indicats, mentre que el sud-occidental, amb els seus 52,20 m, trenca lleugerament la disposició regular. Cadascuna de les cantonades coincideix amb els corresponents punts cardinals. El talús està fet de carreus ben treballats La disposició de proa invertida dels angles encara es pot veure en el sud i en l'est. La seva inclinació és de 70°, per a l'aixecament del terra dels carrers que envolten l'edifici amaga la seva alçada original, la qual en el costat meridional arriba actualment als 2,65 m, amb una amplada de base d'1,10 m, mentre que en la part nord-oest té un màxim d'1,85 m. Una motllura copada remata el talús i permet la unió amb el parament vertical, fet també de carreus rectangulars ben quadrats i lligats amb argamassa. En el pati existent en el nivell corresponent al primer pis hi ha una estructura de ciment situada justament davant de la façana de les escoles, la qual cobreix una petita cisterna quadrada, feta de carreus. L'interior de la part baixa del castell de Bellpuig sols té accessibles dues galeries situades paral·lelament a cada costat llarg de l'edifici, mancant almenys una possible connexió entre elles pel costat de ponent.
EI castell de Bellpuig correspon a la fortalesa de tipus predominantment residencial que es construeix per l'aristocràcia durant el segle xvi, en la qual, sense oblidar la funció defensiva de tota fortificació, té un paper destacat, per no dir prioritari, la part destinada a fer agradable la vida en l'edifici, així com la d'atendre amb eficàcia les habituals necessitats derivades de l'explotació agrícola i ramadera del territori adscrit. Les restes avui conservades corresponen a la construcció realitzada a partir del segle xvi, la qual es modificaria quelcom al segle xviii, segons hi ha testimonis en la mateixa construcció. EI segle xix portaria el principi de la fi de la fortalesa.